# اس‌اس امپایر فلیم
اس‌اس امپایر فلیم (به انگلیسی: SS Empire Flame) یک کشتی بود که طول آن ۴۳۲ فوت ۲ اینچ (۱۳۱٫۷۲ متر) بود. این کشتی در سال ۱۹۴۱ ساخته شد.